# Pommiers-la-Placette
Pour les articles homonymes, voir Pommiers.
Pommiers-la-Placette est une ancienne commune française située dans le département de l'Isère, en région Auvergne-Rhône-Alpes. Elle fait aujourd'hui partie de la nouvelle commune La Sure en Chartreuse.

## Géographie
Ce petit village est situé à l'ouest du massif de la Chartreuse.

## Toponymie
Extrait du Dictionnaire de la langue vulgaire qu'on parle dans le Dauphiné

« Pommiers :  Nom d'une commune du canton de Voiron située sur le penchant d'une montagne ; form. de trois mots celt. pom, montagne; mi, moitié, milieu, dont on fait le français mi-di, moitié du jour, mi-nuit, moitié de la nuit : et er qui veut dire sur. Le nom de Pommiers veut donc dire, situé sur le milieu d'une montagne. Il y avait une abbaye près de Genève, appelée Pommiers ; elle était adossée à la montagne de Salève, non loin de Bossey. Dans un acte de 1100 on écrivait le nom de Pommiers, en lat., Pomerium, qui signifie certain espace, tant en dedans qu'en dehors des murailles d une ville, où il est défendu de bâtir. Cette commune était alors placée entre deux bourgs fortifiés, celui de Voreppe et celui de Saint-Gelin, détruit en 1333. Le nom latin donné à Pommiers pourrait avoir cette origine. »

« Placette : Nom d'un hameau de la commune de Pommiers qui signifie une petite place. »

Hautefarele domaine d'en haut, Du roman fara « domaine familial ». Au XIIIe siècle : Altafara et Autafara et en 1921 : Hautefarre.:
On retrouve un Hautefare sur la commune de Coublevie... 252 noms de lieux ont été recensés su Pommiers la Placette.

## Histoire
Aucune trace de maisons fortes ou châteaux du Moyen Âge est attestée sur la commune.
En 1932 la commune change de nom de Pommiers-près-Voreppe devient Pommiers-la-Placette.
Le 1er janvier 2017, la commune fusionne avec sa voisine Saint-Julien-de-Ratz pour créer la commune nouvelle nommée La Sure en Chartreuse.

## Politique et administration

### Liste des maires
| Période                                  | Période          | Identité                | Étiquette | Qualité |
| ---------------------------------------- | ---------------- | ----------------------- | --------- | ------- |
| Les données manquantes sont à compléter. |                  |                         |           |         |
| avant 1981                               | ?                | François Chardonnet     |           |         |
| avant 1995                               | ?                | Paul Demaison           |           |         |
| mars 2001                                | 2014             | Michel Bady             | UMP       |         |
| mars 2014                                | 31 décembre 2016 | Jean-Christophe Lévêque | DVD       | Cadre   |

## Population et société

### Démographie
L'évolution du nombre d'habitants est connue à travers les recensements de la population effectués dans la commune depuis 1793. Pour les communes de moins de 10 000 habitants, une enquête de recensement portant sur toute la population est réalisée tous les cinq ans, les populations de référence des années intermédiaires étant quant à elles estimées par interpolation ou extrapolation. Pour la commune, le premier recensement exhaustif entrant dans le cadre du nouveau dispositif a été réalisé en 2005.

En 2014, la commune comptait 561 habitants, en évolution de −5,71 % par rapport à 2008 (Isère : +3,07 %, France hors Mayotte : +2,11 %).
| 1793 | 1800 | 1806 | 1821 | 1831 | 1836 | 1841 | 1846 | 1851 |
| ---- | ---- | ---- | ---- | ---- | ---- | ---- | ---- | ---- |
| 520  | 605  | 629  | 656  | 663  | 683  | 682  | 670  | 646  |

| 1856 | 1861 | 1866 | 1872 | 1876 | 1881 | 1886 | 1891 | 1896 |
| ---- | ---- | ---- | ---- | ---- | ---- | ---- | ---- | ---- |
| 630  | 584  | 565  | 531  | 530  | 518  | 452  | 392  | 369  |

| 1901 | 1906 | 1911 | 1921 | 1926 | 1931 | 1936 | 1946 | 1954 |
| ---- | ---- | ---- | ---- | ---- | ---- | ---- | ---- | ---- |
| 356  | 355  | 307  | 253  | 232  | 216  | 224  | 214  | 196  |

| 1962 | 1968 | 1975 | 1982 | 1990 | 1999 | 2005 | 2006 | 2010 |
| ---- | ---- | ---- | ---- | ---- | ---- | ---- | ---- | ---- |
| 169  | 157  | 260  | 412  | 465  | 586  | 596  | 600  | 568  |

| 2014 | - | - | - | - | - | - | - | - |
| ---- | - | - | - | - | - | - | - | - |
| 561  | - | - | - | - | - | - | - | - |

## Culture locale et patrimoine

### Lieux et monuments

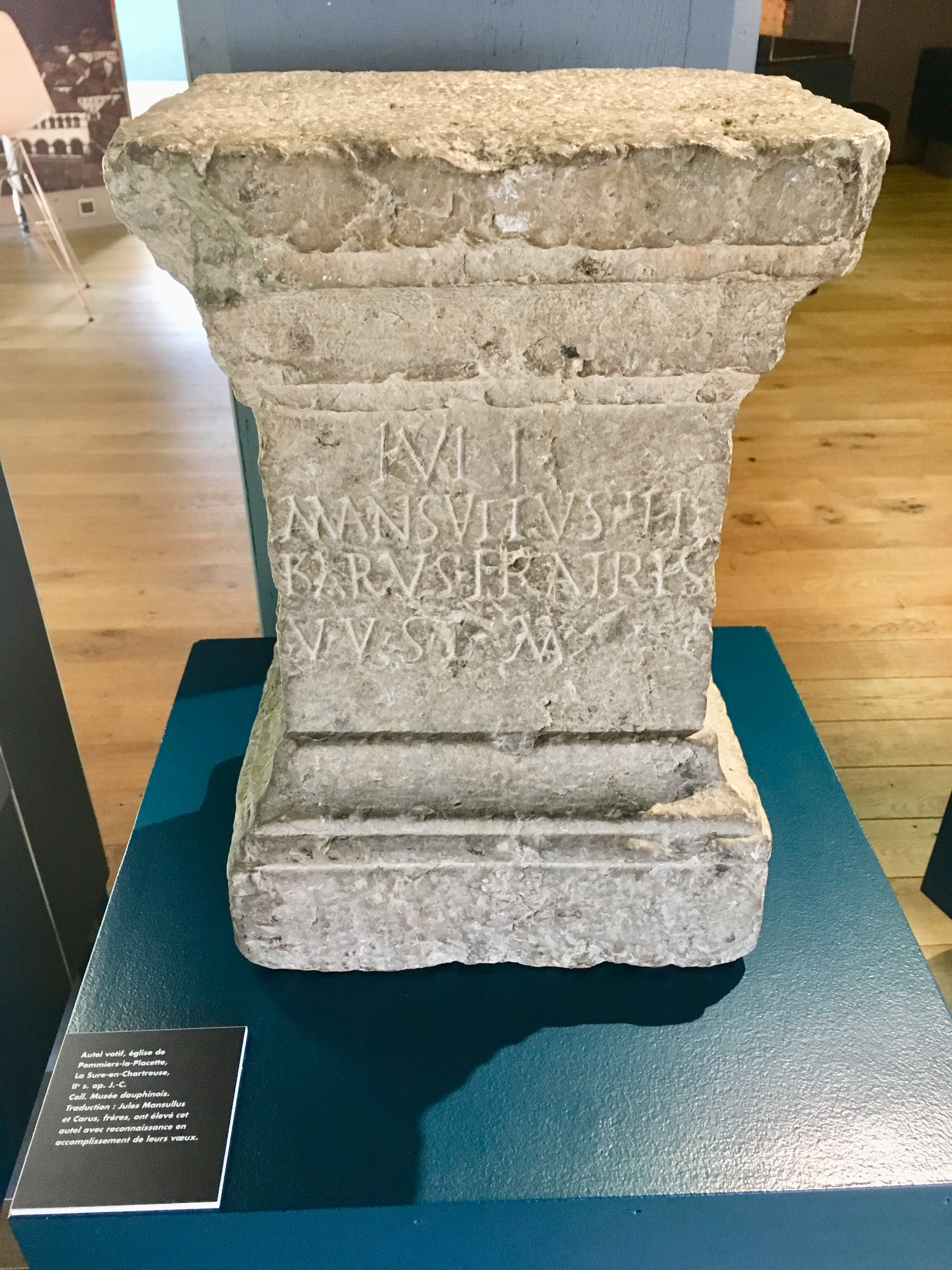
Autel votif gallo-romain, daté du IIe siècle, retrouvé sur le territoire de la commune de Pommiers-la-Placette

- l'église de la Nativité-de-Notre-Dame de Pommiers-la-Placette, rebâtie au XIXe siècle[3]
- plusieurs points de départ de randonnées
- « Bagdad Palace » ruine d’un QG pendant la résistance.

### Patrimoine naturel
La commune fait partie du parc naturel régional de Chartreuse.
- Col de la Placette (alt : 588 m)

### Personnalités liées à la commune
- Henri Groués dit l'Abbé Pierre, en janvier 1943, participe à la création d'un premier camp de résistants dans le Massif de la Chartreuse. Abbé Pierre est son nom de résistant.
- Paul Genève (né en 1925 à Pommiers et mort le 3 décembre 2017 à Saint-Laurent-du-Pont) est un athlète français, spécialiste des courses de fond, champion de France du marathon en 1961 à Montmélian.